# Vulkankrater

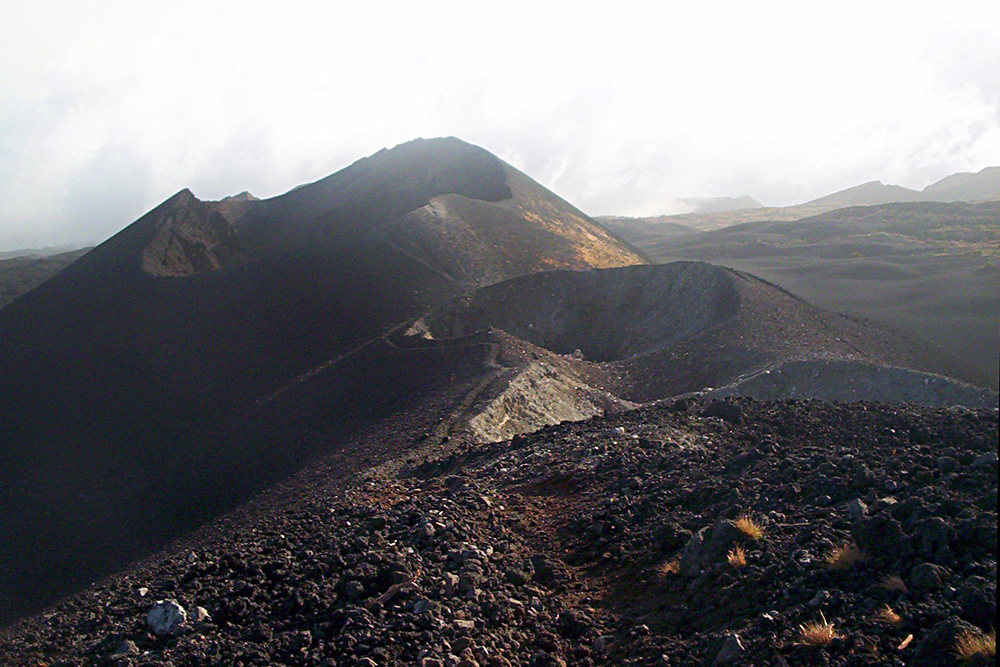
Vulkankratrar på Mount Cameroon

Vulkankrater (av grekiska: krat'er, egentligen "skål") är i geologiska sammanhang den övre, vanligen trattformigt insänkta delen av en vulkan. Vid vulkanutbrott är det genom kratern, som vattenånga, vulkanisk aska, glödande lavastycken med mera utslungas.
En matarkanal är den geologiska benämningen på "pipan" som mynnar i kratern på en vulkan, och genom vilken vulkanen får sitt utbrott. Matarkanalen kan bestå av en eller flera kanaler. Den matarkanal som är nästan lodrätt mot jordens inre, kallas för huvudkanal, och övriga för sidokanaler.

## Kratersjöar
En kratersjö är en typ av insjö. Där har sjön bildats genom vattensamling i kratern av en slocknad eller vilande vulkan.

### Exempel på kratersjöar
- Batursjön på Bali, Indonesien
- Tobasjön på Sumatra, Indonesien
- Viti vid Krafla på Island
- Crater Lake i Oregon, USA